# Альтьєрі Ольга Олександрівна
Ольга Олександрівна Альтьєрі (уродж. Кантакузен; (13 (25) листопада 1843 , Одеса, Херсонська губернія  — 1929 , Gattaiolad, Тоскана ) — письменниця.

## Життєпис
Донька відставного капітана Олександра Миколайовича Кантакузена народилася 13 (25) листопада 1843 року. Її мати — Марія Іванівна, уроджена баронеса Рено — донька почесного громадянина Одеси. Дід Ольги, генерал-майор Микола Родіонович Кантакузен, помер за два роки до народження онуки. Сім'я проживала в Одесі, у будинку Кантакузенів.
У 1857 році, коли Ользі виповнилося 14 років, помер батько і через рік мати вирушила подорожувати Європою. У Парижі вона близько зійшлася з власницею модного салону, принцесою Матильдою Бонапарт, донькою молодшого брата Наполеона, Жерома. Тут, у 1862 році, вона познайомилася з графом Ньєверкерком, який закохався в Ольгу. 1872 року граф придбав в Італії віллу XVI століття, де оселився сам, і запросив сюди всю сім'ю Кантакузенів.
Граф Ньєверкерке знайшов Ользі гідного нареченого і 1876 року вона вийшла заміж за представника стародавнього італійського роду князя Лоренцо Альтьєрі (1829—1899). Наприкінці 1870-х — на початку 1880-х років Ольга з чоловіком багато подорожували, бували в Європі, Азії, Австралії, Америці. Ольга Альтьєрі враження від побаченого стала заносити до щоденника.
З'ясувалося, що вона має літературні здібності. Одна за одною стали виходити книги з її оповіданнями: «Тьотя Агнія. На зорі мого життя» (1878), «Обман Сабіни» (1881), «Снігова квітка» (1885), «Ірина» (1886), «Вечірні казки» (1888), «Радна, або велика змова 1881 року» (1887), «Останні ілюзії» (1894), «Моє індійське літо» (1894), «Відповідальність» (1897) та інші. Чимало книг було перевидано.